# 珠海格力职业学院
珠海格力职业学院，位于广东省珠海市，是由广东省教育厅主管、格力电器依法全额出资创办的非营利性民办全日制高职（专科）院校。

## 历史
2023年4月25日，珠海格力职业学院进入中华人民共和国教育部公布的新设的专科层次高等学校备案。